# Zawracająca krzywa podaży pracy
Zasugerowano, aby zintegrować ten artykuł z artykułem  Malejąca krzywa motywacji do pracy (dyskusja). Nie opisano powodu propozycji integracji.
Zawracająca krzywa podaży pracy – krzywa obrazująca reakcję pracownika na zmiany stawki płacy, a dokładniej – przedstawiająca zależność między stawką płacy a czasem przeznaczonym na pracę przy pozostałych czynnikach niezmienionych (ceteris paribus).
Krzywa podaży pracy jest miejscem geometrycznym wszystkich kombinacji stawki płacy i czasu pracy, które maksymalizują użyteczność pracownika.

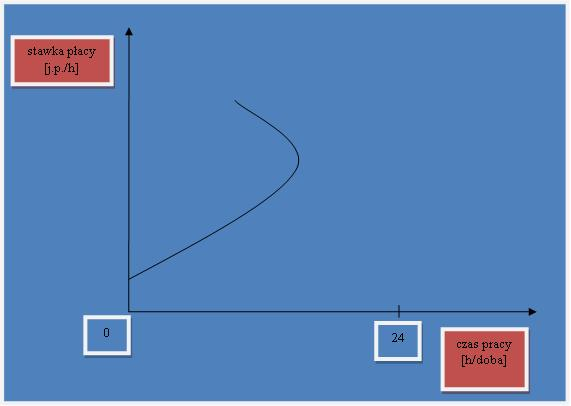
Zawracająca krzywa podaży pracy

Przedstawiona na rysunku indywidualna krzywa podaży pracy została wykreślona przy następujących założeniach:
1. pracownik postępuje racjonalnie (maksymalizuje użyteczność),
2. czas wolny jest dobrem normalnym (popyt na czas wolny rośnie wraz ze wzrostem dochodu),
3. praca jest związana z „przykrością” (ma ujemną użyteczność),
4. czas pracy jest elastyczny (pracownik swobodnie decyduje o wymiarze czasu pracy).

Przebieg krzywej podaży pracy wskazuje, że po osiągnięciu pewnego poziomu stawki płacy dalszy jej wzrost powoduje spadek podaży pracy. Reakcja pracownika na wzrost stawki płacy jest bowiem wypadkową dwóch przeciwnie oddziałujących efektów wzrostu stawki płacy: efektu substytucyjnego i efektu dochodowego, a przewaga jednego z nich decyduje o dodatnim bądź ujemnym nachyleniu krzywej podaży pracy.
Efekt substytucyjny wzrostu płac skłania pracownika do zwiększenia liczby godzin pracy i zastąpienia względnie drożejącego czasu wolnego taniejącym czasem pracy, a efekt dochodowy – do zwiększania konsumpcji wszystkich dóbr, w tym odpoczynku.
Przy relatywnie niskich poziomach stawki płacy wzrost płacy godzinowej powoduje wydłużenie czasu pracy (efekt substytucyjny dominuje nad efektem dochodowym), a więc nachylenie krzywej podaży pracy jest dodatnie. Natomiast przy względnie wysokich poziomach stawki płacy efekt dochodowy przeważa nad efektem substytucyjnym, co oznacza, że reakcją pracownika na wzrost płacy godzinowej jest skrócenie czasu pracy, a krzywa podaży pracy ma nachylenie ujemne.
Poziom stawki płacy odpowiadający punktowi zmiany nachylenia krzywej podaży pracy to tzw. próg aspiracji.